# Blyth Valley
Blyth Valley war ein District mit dem Status eines Borough in der Grafschaft Northumberland in England. Verwaltungssitz war die Stadt Blyth. Zum Borough gehörten auch die Orte Cramlington, Seaton Delaval und Seaton Sluice.
Der District wurde am 1. April 1974 gebildet und entstand aus der Fusion des Borough Blyth, des Urban District Seaton Valley und eines Teils des Rural District Whitley Bay. Am 1. April 2009 wurden neben Blyth Valley auch alle weiteren Districts in Northumberland abgeschafft und zu einer einzigen Unitary Authority Northumberland vereinigt.

## Partnerstadt
- Ratingen, Deutschland (1986–2016)[1][2]